# Keplův mlýn
Keplův mlýn v Chrobolech v okrese Prachatice je vodní mlýn, který stojí severovýchodně od obce na Zlatém potoce. V letech 1958–1970 byla jeho věž chráněna jako nemovitá kulturní památka České republiky.

## Historie
Mlýn je uveden v urbáři Velkostatku Český Krumlov z roku 1554. Během 2. světové války byl pravděpodobně v provozu, po znárodnění po roce 1948 provoz ukončen. Věž při mlýně byla zbořena v 60. letech 20. století.

## Popis
Zděná omítaná hranolová věž čtvercového půdorysu krytá strmou sedlovou střechou byla napojena na zděnou přízemní budovu. Věž měla dvě podlaží s klenutým přízemím a v místě druhého podlaží měla fasádu členěnou římsou. Okna byla pravoúhlá, v prvním a druhém podlaží střílnová.
Voda na vodní kolo vedla náhonem. Mlýn měl 2 kola na vrchní vodu (hltnost 2 × 0,09 m³/s, spád 2 × 5 m, celkový výkon 8 HP).

## Okolí mlýna
U mlýna stojí výklenková kaplička, o kterou se původně starali mlynáři. Vede kolem něj turistická značená trasa  3409 z Chrobol do Vitějovic.